# 郭倩雯
郭倩雯(Helen Kwok)，畢業於香港中文大學，前無綫電視新聞公共事務部（現稱為: 無綫電視新聞及資訊部）主播兼記者。
郭倩雯在1988年入行，主力報導每逢晚上8時45分的《新聞提要》及《香港早晨》主播及主持人，1993年轉職香港有線電視新聞部。
郭倩雯現為香港專業教育學院觀塘分校講師。

## 曾任職的機構及職位
- 1988年—1993年：無綫電視新聞主播兼記者
- 1993年—1996年：有線電視新聞主播兼記者
- 1996年—   現在   ：香港專業教育學院觀塘分校講師